# 白の美術館
白の美術館（しろのびじゅつかん）はテレビ朝日他で放送されたテレビ番組である。ポーラの一社提供。地上波とBSで番組の構成が異なる。一人の表現者（出演者）について地上波で5分の番組を前編・後編の2回放送した後、BSで30分の番組を1回放送する。

## 放送時間
- テレビ朝日 毎週水曜 23:10-23:15
  - 2018年10月から2019年9月までは、『報道ステーション』月曜 - 木曜放送分の5分拡大で繰り下がった。
  - 『相棒』を筆頭とする21時刑事ドラマ路線の拡大版や、夏の番組『熱闘甲子園』（テレビ朝日・朝日放送テレビ共同制作）放送によってずれる事がある。
- BS朝日 第1・3月曜 23:00-23:30

### 過去のネット局
- 名古屋テレビ 毎週金曜 00:20-00:25
- 朝日放送テレビ[3] 毎週金曜 23:10-23:17

いずれも2019年9月まで。
- AbemaTV（現在のABEMA）の「CMチャンネル」にて2018年1月に武田双雲の回が穴埋めの形で放送されたことがある。

## ナレーター
- 岩井証夫

## 出演者
- 宮沢りえ(2017年4月5日・4月12日・4月17日)
- 山本耀司
- 宮田まゆみ
- 小松美羽
- 森山未來
- 武田双雲
- 西本智実
- 茂木健一郎
- 大井健
- Chara
- 田中彩子
- 平尾成志
- 柿沢安耶
- 西野嘉章
- 松居慶子
- 原田マハ
- 春風亭一之輔
- 舘鼻則孝
- 東儀秀樹
- 川村元気
- 首藤康之
- 村田沙耶香
- 今村ねずみ
- 結城孫三郎
- 福井利佐
- 杉山恒太郎
- 小雪
- 古澤巌
- TAKAHIRO
- 山崎直子
- 中塚翠涛
- 木梨憲武
- 佐々木芽生
- 寺川綾
- 尾上右近
- UA
- イッセー尾形
- 橋爪彩
- 隈研吾
- 夏木マリ
- 佐藤卓
- 増田セバスチャン
- イイノナホ
- 熊谷和徳
- 横尾忠則
- 松下萌子
- 中村天平
- 観世清和
- 村治佳織
- 紫舟
- 後藤映則
- 中野信子
- 佐々木圭一
- 西村礼美
- 西村由紀江
- 加藤諒
- 流麻二果(2019年6月26日・7月3日・7月15日)
- 松居大悟(2019年7月10日・7月17日・8月5日)
- 林真理子(2019年7月24日・7月31日・8月19日)
- 操上和美(2019年8月7日・8月14日・9月2日)
- 中島健太(2019年8月21日・8月28日・9月16日)
- 篠崎恵美(2019年9月4日・9月11日・10月7日)
- 真鍋大度（2019年9月18日・25日・10月21日）
- 大宮エリー（2019年10月2日・16日・11月4日）
- 高橋陽一（2019年10月23日・30日・11月18日）
- 西加奈子（2019年11月6日・13日・12月2日）
- 壇蜜（2019年11月20日・27日・12月16日）
- 早乙女わかば（2019年12月4日・11日・2020年1月6日）
- 田中傳次郎（2019年12月18日・25日・2020年1月20日）
- 大黒摩季（2020年1月8日・15日・2月3日）
- 大平貴之（2020年1月22日・29日・2月17日）
- 平原綾香（2020年2月5日・12日・3月2日）
- 丸山敬太（2020年2月19日・26日・3月16日）
- 野老朝雄（2020年3月4日・11日）
- 片岡千之助（2020年3月18日・25日）
- 中村中（2020年3月26日）

かっこ内はテレビ朝日・BS朝日の放送日